# Махараджа
Махара́джа или Магара́джа (также махарадж, санскр. महाराज, IAST: Mahārāja «великий царь», «великий раджа») — индийский князь; высший титул князей в Индии, исторически соответствует титулу императора. 
В Пуранах и других индуистских памятниках этот титул прилагается первично к правителю обширного индийского царства, охватывавшего во II веке нашей эры большую часть Индии, Малакку, Суматру и соседние острова. В вассальных государствах Индии его носили некоторые правители, принявшие его сами или получившие титул от британского правительства. Таковыми были магараджи Гвалинора, Индаура, Траванкора, Виджаянагара[уточнить] и другие. Его носили великие воины, которые прошли испытания и обряд посвящения.
Употреблялся также как титул при почтительном обращении к брахманам. Супруга махараджи именуется махарани (санскр.: буквально «великая царица»), использовалось также как почтительное обращение.

## Галерея

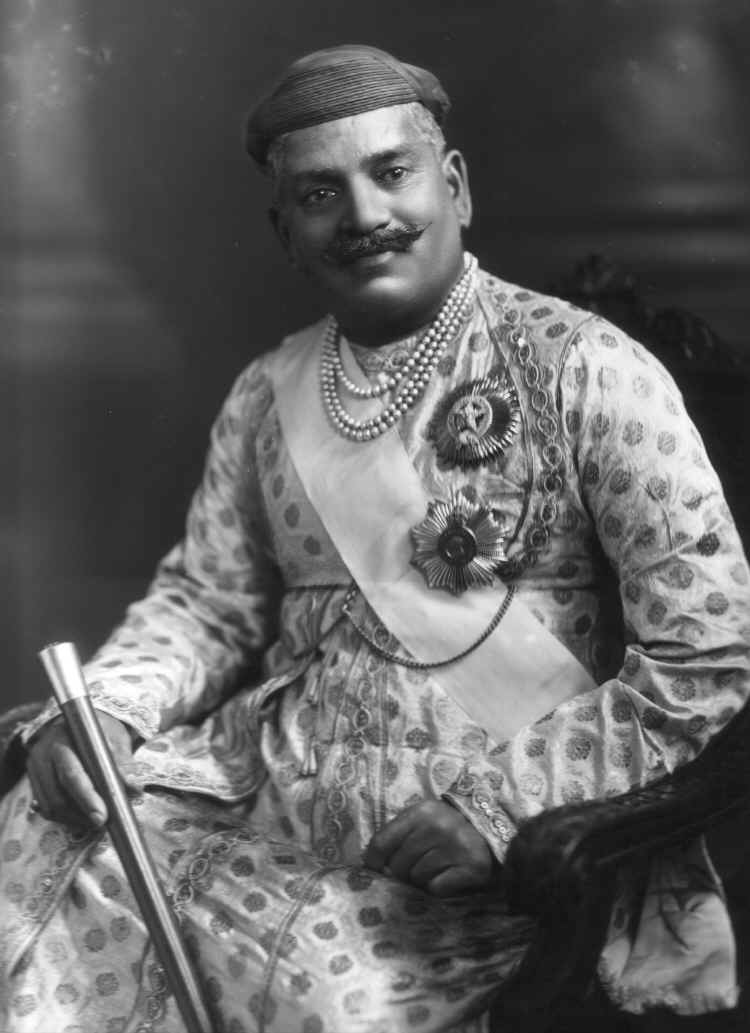
Сайяджирао III, махараджа княжества Барода, 1919 г.
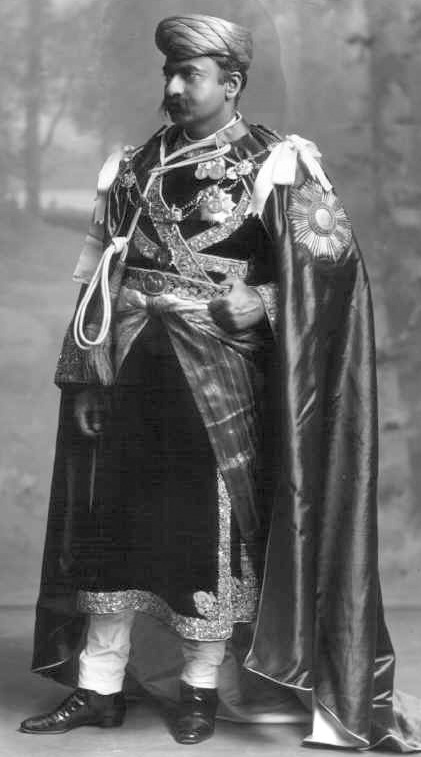
Бхагвант Сингх, махараджа княжества Гондал во время поездки в Англию на церемонию коронации Георга V, 1911 г.
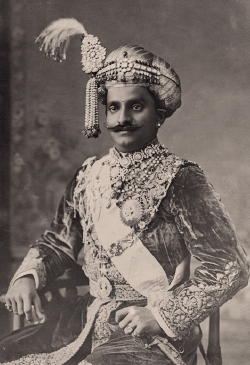
Чамараджендра Водеяр X (Чамараджа Водеяр X; канн. ಚಾಮರಾಜ ಒಡೆಯರ್; 22 февраля 1863 — 28 декабря 1894) — 23-й махараджа княжества Майсур из династии Водеяров (23 сентября 1868 — 28 декабря 1894)
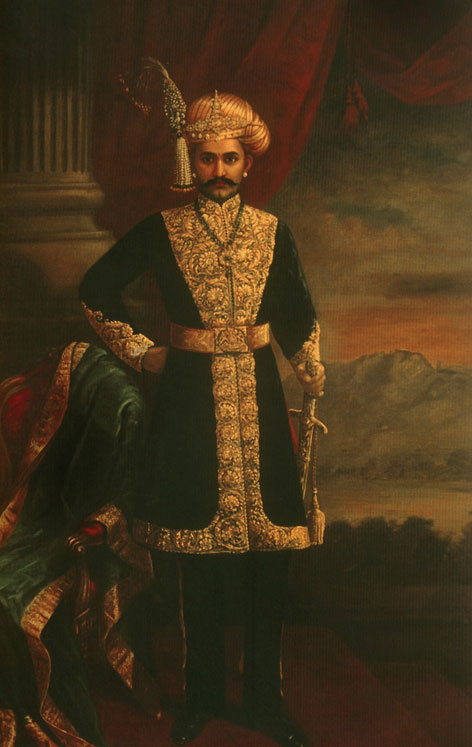
Чамараджа Водеяр X (1868—1894)
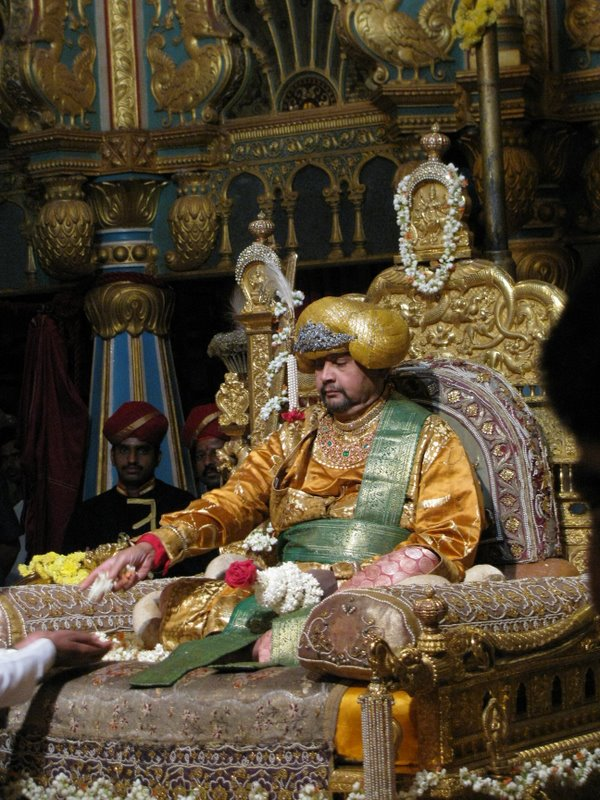
Шрикантадатта Нарасимхараджа Водеяр (1953—2013), титулярный махараджа Майсура и глава дома Водеяров (1974—2013)
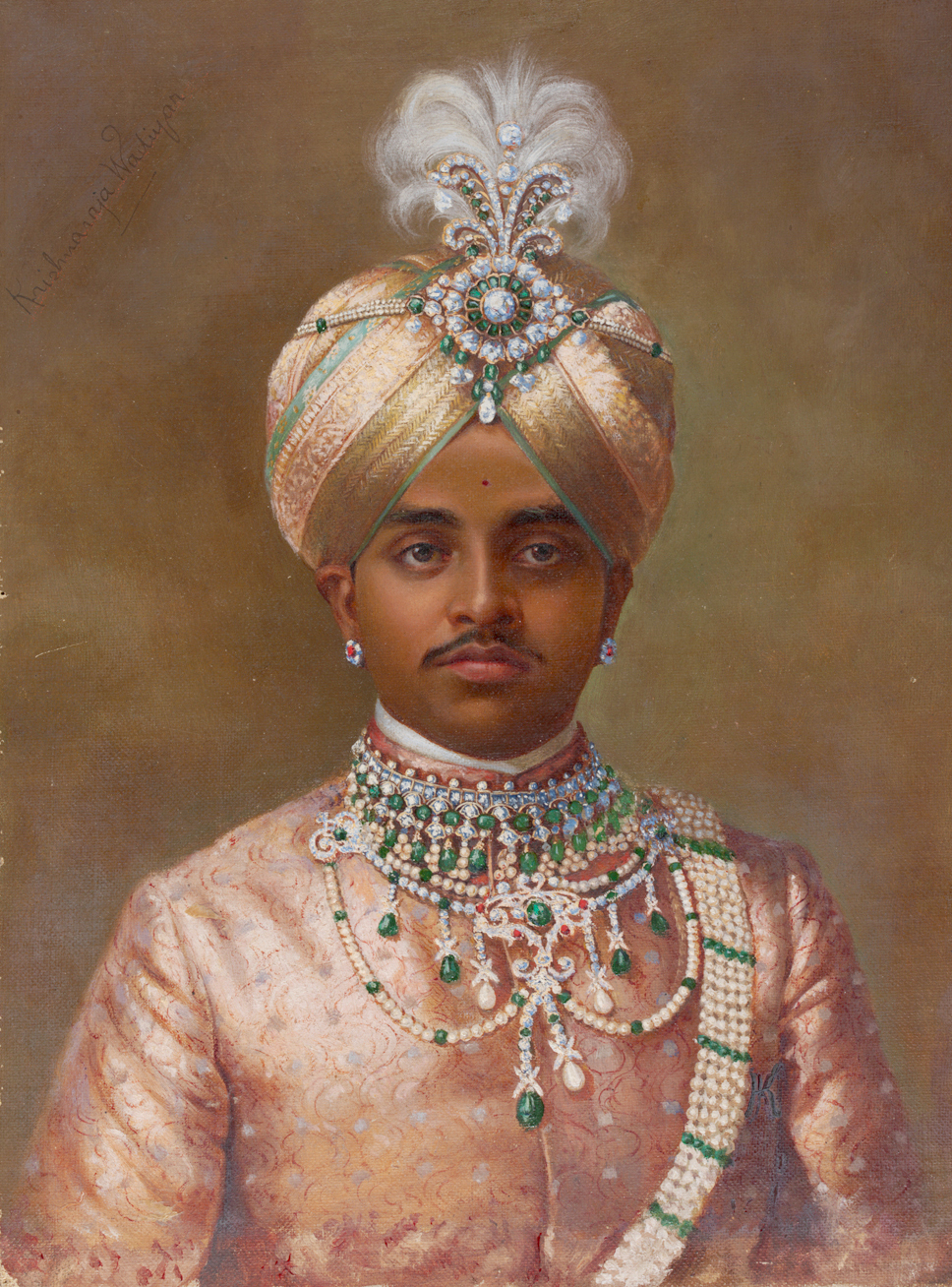
Махараджа Кришнараджа Водеяр IV 1906 г.
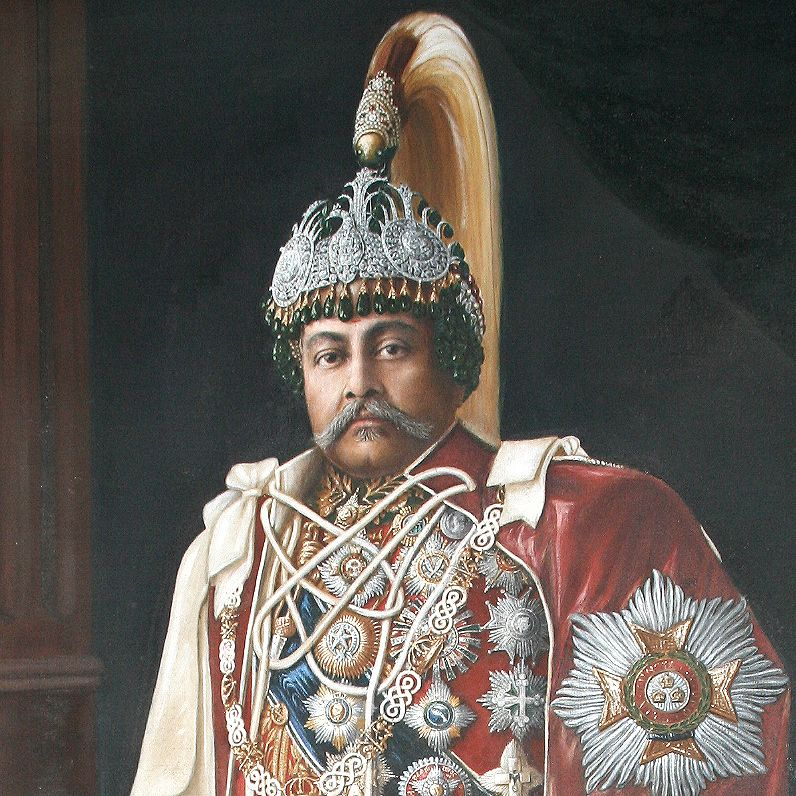
Джудха Шамшер Джанг Бахадур Рана, Премьер-Министр Непала, Махараджа  Ламджунга и Каски (небольших земель, под управлением Непала).
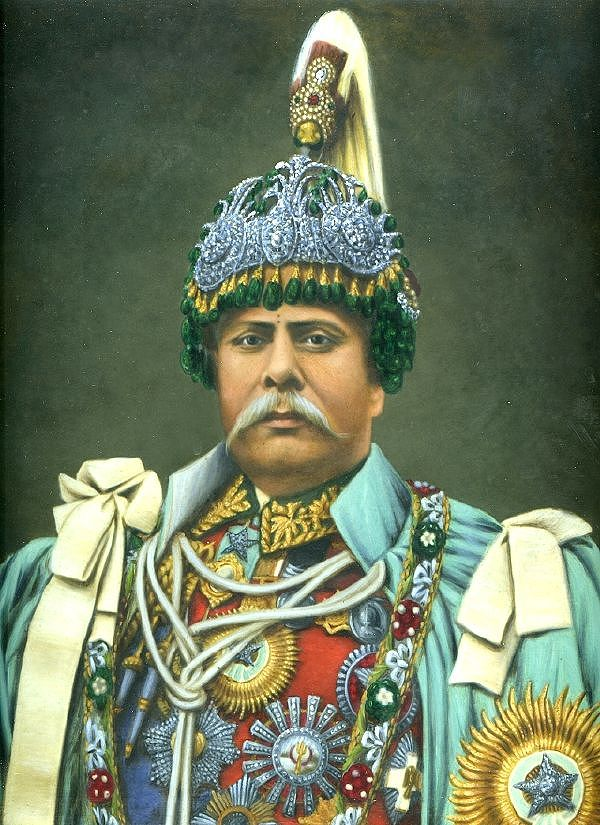
Падма Шамшер Рана, премьер-министр Непала, Махараджи Ламджунга и Каски (небольших земель под управлением Непала)